# Micromeles japonica
Espèce
Classification phylogénétique
Synonymes
- Aria japonica Decne., 1874[2]
- Sorbus japonica (Decne.) Hedl.

Micromeles japonica est une espèce de plantes à fleurs de la famille des Rosacées. C'est un sorbier que l'on trouve au Japon.

## Parasites
Cacopsylla elegans est une espèce d'insectes hémiptères appartenant à la famille des Psyllidae que l'on trouve sur Micromeles japonica. 